# تشارلز إس. بيكر
تشارلز إس. بيكر (بالإنجليزية: Charles S. Baker)‏ هو محامي وسياسي أمريكي، ولد في 18 فبراير 1839 في تشورتشفيل في الولايات المتحدة، وتوفي في 21 أبريل 1902 في واشنطن العاصمة في الولايات المتحدة. حزبياً، نشط في الحزب الجمهوري. وقد انتخب عضو جمعية ولاية نيويورك وانتخب عضو مجلس النواب الأمريكي.